# Edmond Polynice
Edmond Polynice var en haitisk militär och politiker. Han var ordförande i kommittén för folkets välfärd 27 januari-8 februari 1914 och 29 oktober-6 november 1914.